# История Ижевска

## Первые поселения
Археологические раскопки позволяют установить, что первые поселения людей существовали на современной территории Ижевска, на берегах рек Карлутка и Иж, с V века н. э.
После окончательного присоединения Удмуртии к России, в 1582 году указом царя Ивана IV земли по берегам реки Иж были пожалованы татарскому князю Яушеву, удмуртское население — обложено оброком. Параллельно ещё с XIII века шла русская колонизация будущей территории города.

## Ижевский завод
15 (26) сентября 1757 года граф Пётр Шувалов получил разрешение императрицы Елизаветы Петровны на постройку в Прикамье трёх железоделательных заводов. Поиски места для строительства нового железоделательного завода начались в 1758 году под руководством опытного специалиста горного дела Москвина, который писал Петру Шувалову, что завод надо строить не на реке Частой (приток Камы в Пермском крае), а на реке Иж, «где леса и прочия удобности, кои никому не отведены, имеютца».
Днём основания Ижевска принято считать 10 (21) апреля 1760 года. «Ведомость о казанских партикулярных заводосодержателях» гласит: «Оной Ижевский железной завод для ковки из гороблагодатского чугуна железа начат строением собственным его сиятельства коштом 1760 года апреля 10 дня и состоит оной в Казанской губернии по Арской дороге на реке Ижу на государственной земле».
При Ижевском заводе также был основан одноимённый заводской посёлок. Строительство велось под руководством опытного горного инженера Алексея Москвина. К 1763 году была возведена плотина, и создан Ижевский пруд. В 1763 году на заводе получили первое кричное железо.
После смерти Шувалова, в счёт погашения семейного долга, 15 (26) ноября 1763 года Екатерина II подписала указ о взятии Ижевского завода в казну.
В 1774 году войска Емельяна Пугачёва захватили город и казнили всё заводское начальство (42 человека), завод был разграблен и частично сожжён.
20 февраля (4 марта) 1807 года император Александр I подписал указ об основании нового оружейного завода на Урале. 10 (22) июня 1807 года под началом Андрея Фёдоровича Дерябина на месте железоделательного завода заложен оружейный завод. 4 (16) октября — 5 (17) октября 1824 года новый завод лично посетил император Александр I. В 1808 году завод из горного ведомства переходит в военное.
4 (16) мая 1837 года Ижевский завод посетил наследник престола, старший сын Николая I — Александр со своим наставником В. А. Жуковским. 3 (15) сентября 1845 года на заводе побывал герцог Максимилиан Лейхтенбергский.
Осенью 1852 года на площади перед заводом установлен памятник (Михайловский столп) высшему начальнику завода — четвёртому сыну Павла I, Великому Князю Михаилу Павловичу.
9 (21) октября 1865 года завод был передан в аренду «Товариществу промышленников»; через 5 лет в аренде начали участвовать Л. Э. Нобель и П. А. Бильдерлинг. С 1867 года Ижевск официально стал селом. 1 (13) июля 1884 года завод из аренды вернулся в казну.
19 (31) марта 1885 года на заводе началось массовое производство охотничьих ружей. В 1891 году начало массового выпуска трёхлинейной винтовки Мосина. Только в Ижевске выпускали все её разновидности (пехотные, драгунские, казачьи, учебные).
В июне 1887 года Ижевский завод посетил Его Императорское Высочество Великий Князь Михаил Николаевич с сыном Великим Князем Сергеем Михайловичем. При проезде из села Гольяны (пристань на Каме) до Ижевского посёлка по инициативе окрестных удмуртов, желавших выразить верноподданнические чувства и поднести хлеб-соль, в селе Завьялово состоялась памятная встреча с крестьянами, занятыми в обслуживании завода.
22 октября (4 ноября) 1905 года прошла первая политическая демонстрация под красным флагом.
- Первый план Ижевского железоделательного завода. 1764 год
- Оружейные мастера Ижевского завода. 1880-е годы
- Поселок Ижевский завод. Вид на плотину. Около 1900 года
- Ижевский оружейный и сталеделательный заводы, около 1916 года

## Революция и Гражданская война
5 (18) марта 1917 года заводской актив решил преобразовать собрание цеховых старост в Совет рабочих, крестьянских и солдатских депутатов, объявив его «органом законодательного характера». 6 (19) марта 1917 года собрался костяк будущего Совета из 30 рабочих, 4 представителей войсковых частей и 7 — от остального населения Ижевска. В адрес нового Временного правительства отправлена телеграмма: «Извещаем, что в Ижевском оружейном и сталеделательном заводе организуется Совет рабочих депутатов, который взял на себя задачу выполнения политической и экономической жизни завода, для чего организуем из среды себя исполнительный комитет, о чём и доводим до Вашего сведения. Ждем директив. Совет рабочих депутатов Ижевского завода». 7 (20) марта 1917 года цеховые старосты окончательно сложили полномочия. Избрано 160 депутатов. Возник полноценный Совет рабочих депутатов. 9 (22) марта прошло первое заседание Исполкома из 15 человек. 17 (30) марта 1917 года вышел первый номер «Известий Ижевского совета».
В сентябре 1917 года многопартийный прежде Совет стали контролировать большевики. Исключительно большевистской стала газета «Известия Ижевского Совета», считавшаяся до этого «внепартийной демократической газетой».
27 октября (9 ноября) 1917 года в Ижевске провозглашена Советская власть. В ноябре 1917 года разработан первый «Устав Ижевского Совета». 21 февраля 1918 года ижевский Совет рабочих, солдатских и крестьянских депутатов провозгласил посёлок Ижевский Завод городом.
28 мая 1918 года состоялся разгон Совета большевиками и 21 июля 1918 года все лидеры бывшего Совета были арестованы. 8 августа 1918 года начинается массовое антибольшевистское восстание, начало формирования Народной армии (Ижевской дивизии). 7 ноября 1918 года Ижевск был взят штурмом Красной армией.
7 декабря 1918 года состоялись выборы совета и отмена их результатов. 9 апреля 1919 года начинается эвакуация части служащих и рабочих, а также основного оборудования оружейного завода, в связи с приближением войск Колчака. 13 апреля 1919 года вступление в Ижевск частей белых. 8 июня 1919 года состоялся последний штурм города несколькими дивизиями Красной армии. Значительная часть оружейников бежала в Сибирь, а затем в Китай и США.

## Советские годы
10 июня 1921 года из города Глазов в Ижевск переведена столица Вотской автономной области. 28 декабря 1934 года Ижевск приобрел статус столицы УАССР.
18 ноября 1935 года Открытие трамвайного движения. Первый маршрут длиной в 5 километров прошел по улице К. Маркса от Вятского переулка до Воткинской ж/д линии. 14 марта 1937 года состоялось принятие конституции УАССР и законодательное закрепление Ижевска в качестве столицы.
В Июле — августе 1941 года — в Ижевске сформирована 313-я Петрозаводская дважды Краснознамённая орденов Суворова и Кутузова II степени стрелковая дивизия, прошедшая боевой путь от Карелии до Берлина. В честь дивизии в 1975 году на центральной аллее городского парка отдыха имени Кирова установлен обелиск «Карающий меч».
Осень 1941 года в Ижевск эвакуируются несколько оборонных предприятий. В Июне 1942 года организован Ижевский механический завод. 29 ноября 1943 года состоялось открытие нового здания цирка. 9 мая 1945 года демонстрация ижевчан в ознаменование Победы. Город-завод за годы Великой Отечественной войны произвел 12 500 000 единиц стрелкового оружия.
В 1948 году на Мотозаводе начался выпуск автомата Калашникова «АК-47». 12 декабря 1966 года состоялся выпуск первого ижевского автомобиля, уже через четыре года главный конвейер заработал в полную силу.
11 декабря 1978 года указом Президиума Верховного Совета СССР Ижевск награждён орденом Октябрьской Революции. 27 декабря 1984 года по инициативе партийных властей город был переименован в Устинов в память о Дмитрии Устинове, многие десятилетия считавшемся шефом ижевской военной промышленности. 19 июня 1987 года после многочисленных протестов граждан городу было возвращено его прежнее название. Имя Устинова сохранилось за новым районом города.

## Современность
В 2004 году Ижевску присвоено звание «Ижевск — культурная столица Поволжья 2004». В сентябре 2003 года открылось новое здание цирка на месте построенного в 1943 году. Первыми посетителями цирка стали первоклассники со всей Удмуртской Республики.
5 августа 2007 года вновь освящён после своего воссоздания Свято-Михайловский Собор, освящение и первую Божественную Литургию в нём провел Патриарх Алексий II.
В 2008 году состоялось празднование 450-летия добровольного присоединения Удмуртии к России.